# Suiyang (Zunyi)
Suiyang léase Suéi-Yang (en chino:绥阳县, pinyin: Suíyáng Xiàn)  es un condado bajo la administración directa de la ciudad-prefectura de Zunyi en la provincia de Guizhou, República Popular China. 
Su área total es de 2566 kilómetros cuadrados, de los cuales el área construida es de 20 kilómetros cuadrados. A partir de 2017, la población total del condado de Suiyang fue de 560 000 habitantes. La población agrícola fue de 472 807, representando el 91,4%, y la población no agrícola fue de 78 mil , representando el porcentaje restante.

## Administración
A partir de agosto de 29014 el condado de Suiyang se divide en 15 pueblos que se administran en 13 poblados y 2 villas.

## Geografía
Ubicado en la parte norte de la provincia de Guizhou, en la sección central de la cordillera de Dagu, el condado de Suiyang tiene más de 75 kilómetros de largo de norte a sur, con un ancho de más de 56 kilómetros de este a oeste, con un área total de más de 2566 kilómetros cuadrados, que representan el 1.45% del área total de la provincia de Guizhou y el 8.28% del área total de Zunyi.

## Recursos
Hay docenas de recursos minerales como carbón, hierro, potasio, plomo y zinc, minas de yeso, arcilla, porcelana, entre las cuales las reservas de carbón ascienden a 506 millones de toneladas.